# Egeria (Mythologie)

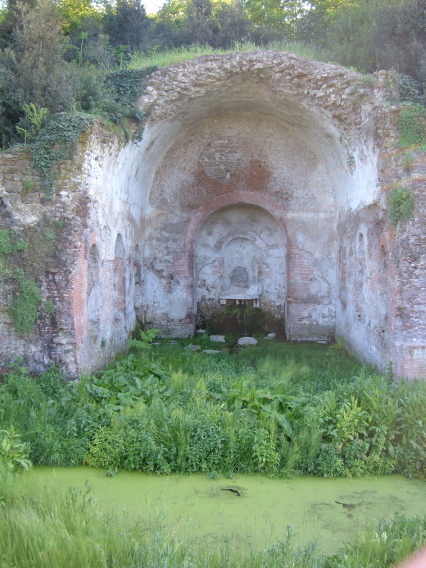
Nymphäum der Egeria in Rom im Tal der Caffarella

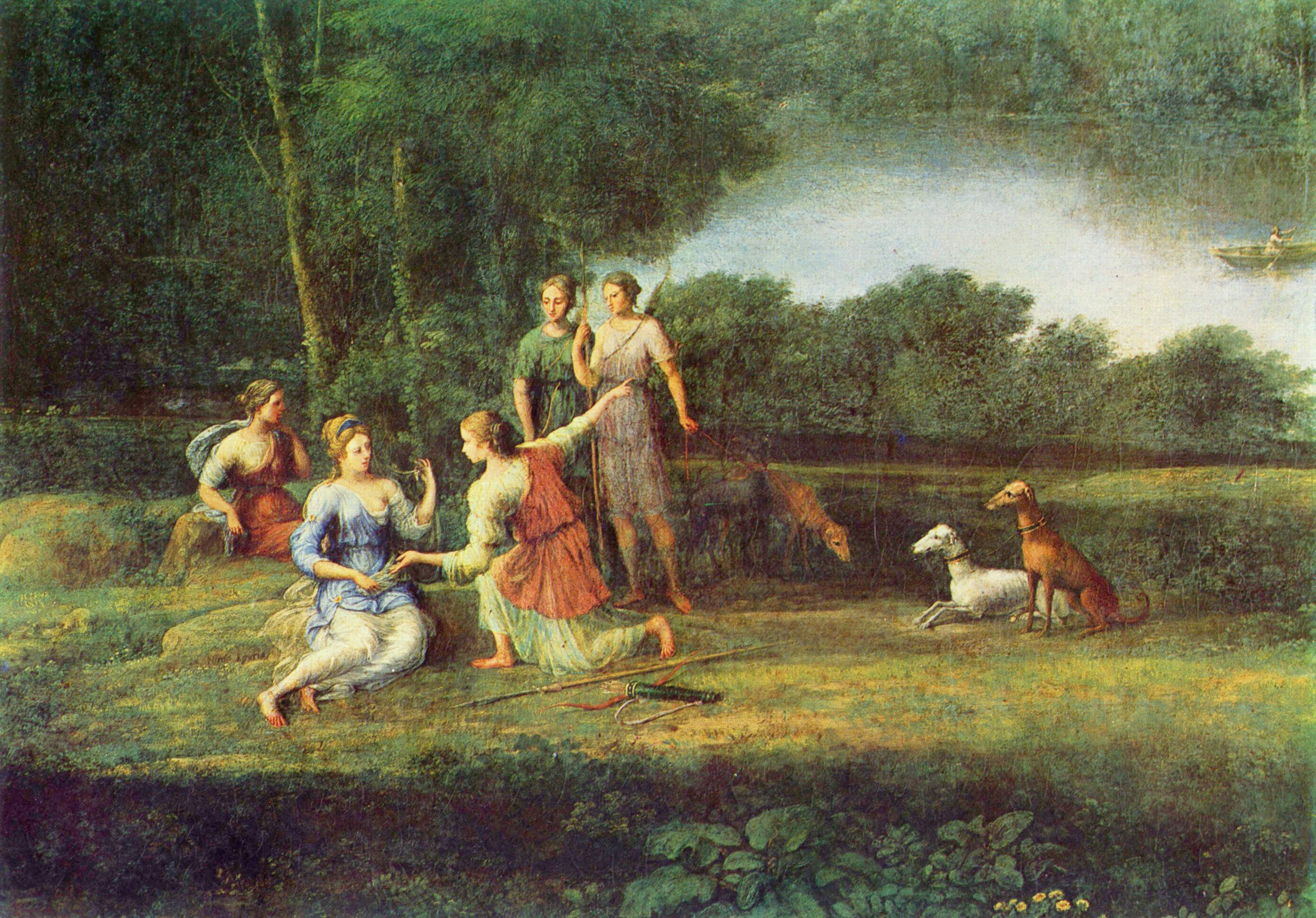
Egeria weint um Numa Pompilius (Claude Lorrain 1669)

Egeria ist in der römischen Mythologie die Nymphe der gleichnamigen Quelle, eng verbunden mit dem Heiligtum der Diana von Aricia.
Egeria soll die Geliebte des sagenumwobenen zweiten Königs von Rom, Numa Pompilius, gewesen sein. Der Legende nach beriet sie ihn bei wichtigen Entscheidungen und wies ihm so den Weg zu weiser Herrschaft.
Von ihr soll Numa auch die Ancilia erhalten haben, zwölf Bronzeschilde, auf deren Besitz sich der Sage nach Roms Macht gründete.
Später hieß es, der König habe die Nymphe nur erfunden, um seinen Aussagen mehr Nachdruck zu verleihen und das Volk zur kritiklosen Hinnahme und Befolgung seiner Vorschriften zu veranlassen.
Ovid zufolge soll Egeria sich nach dem Tod des Numa nach Aricia zurückgezogen und sich dort in tränenvoller Trauer in die Quelle Egeria verwandelt haben.
Die Grotte der Nymphe Egeria in Rom ist ein beliebtes Motiv in Malerei und Literatur. Nymphengrotten wurden vielfach in Parks nachgebildet, so im Rheinsberger Schlosspark und im Wörlitzer Park. Nach Egeria ist auch der 1850 entdeckte Asteroid (13) Egeria benannt.